# Maciste (Filmreihe)
Unter dem Emblem Maciste wurden in den Zehner- und Zwanzigerjahren des 20. Jahrhunderts Gangsterfilme mit dem Schauspieler Bartolomeo Pagano vermarktet.
Pagano spielte im Film Cabiria den körperbetonten und mit unsagbaren Kräften ausgestatteten Maciste, nach einer Romanfigur Gabriele D’Annunzios.
Da Pagano mit dieser Rolle gleichgesetzt wurde, begann man die dann gestartete Kinofilmreihe, die im 20. Jahrhundert spielt und keinerlei Bezug zum Film Cabiria hat trotzdem mit dem Signet Maciste zu vermarkten.

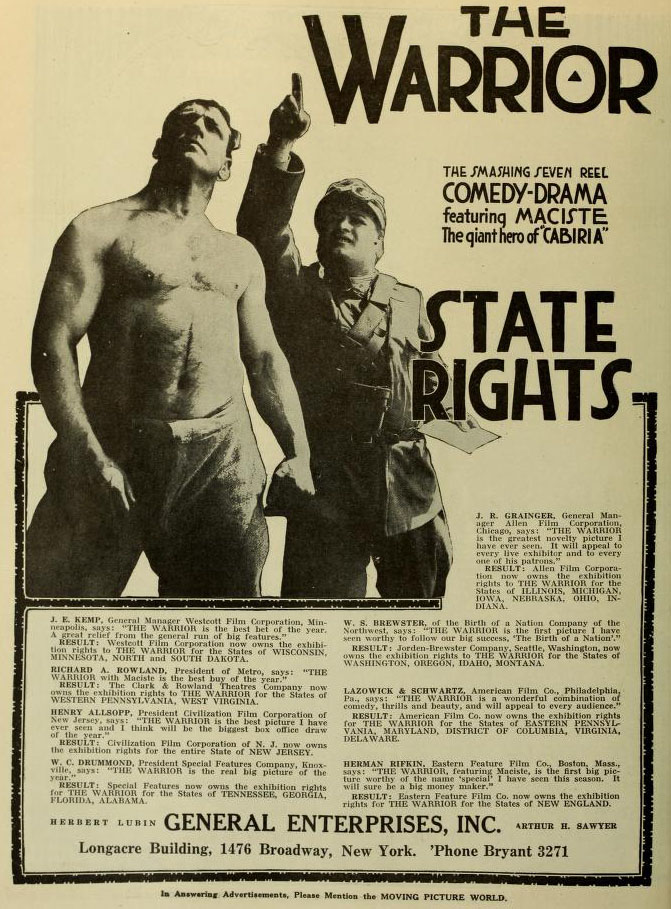
Maciste alpino (1916)

Im Einzelnen wurden folgende Filme präsentiert:
- 1915: Maciste
- 1916: Maciste bersagliere
- 1916: Maciste in den Alpen (Maciste alpino)
- 1917: Maciste atleta
- 1917: Maciste medium
- 1917: Maciste in falschem Verdacht (Maciste poliziotto)
- 1917: Maciste turista
- 1918: Maciste sonnambulo
- 1919: La rivincita di Maciste
- 1919: Il testamento di Maciste
- 1919: Il viaggio di Maciste
- 1919: Maciste I
- 1919: Maciste contro la morte
- 1919: Maciste innamorato
- 1920: Maciste in vacanza
- 1920: Maciste salvato dalle acque
- 1922: Maciste und die Tochter des Silberkönigs (Maciste e la figlia del re della Plata)
- 1922: Maciste und die Javanerin (auch: Man soll es nicht für möglich halten oder Maciste und die Javanerin)
- 1922: Maciste und der Sträfling Nr. 51
- 1923: Maciste contro Maciste
- 1923: Maciste und die chinesische Truhe
- 1924: Maciste e il nipote di America
- 1924: Maciste imperatore
- 1925: Maciste in Afrika (Maciste contro lo sceicco)
- 1926: Maciste in der Unterwelt (Maciste all'inferno)
- 1926: Die große Zirkuskatastrophe (Maciste nella gabbia dei leoni)
- 1927: Maciste, der Held der Berge (Il gigante delle Dolomite)